# أيفيند إريشسن
أيفيند إريشسن (بالنرويجية البوكمول: Eivind Erichsen)‏ هو اقتصادي نرويجي، ولد في 28 يناير 1917، وتوفي في 21 يناير 2005.